# Jean Levavasseur
Jean Levavasseur   (Chatou, 8 de juny de 1924 - Poissy, 10 de febrer de 1999) fou un tirador d'esgrima francès, especialista en sabre, que va competir entre les dècades de 1930 i 1950.
El 1948 va prendre part en els Jocs Olímpics d'Estiu de Londres, on va disputar dues proves del programa programa d'esgrima. En ambdues quedà eliminat en sèries. Quatre anys més tard, als Jocs de Hèlsinki, va guanyar la medalla de bronze en la competició de sabre per equips, mentre en la de sabre individual quedà eliminat en semifinals.
En el seu palmarès també destaquen quatre medalles al Campionat del Món d'esgrima, una d'or, dues de plata i una de bronze, entre les edicions de 1949 i 1954. Als Jocs del Mediterrani de 1951 guanyà una medalla de plata.